# A-League 2007/2008
A-League 2007/08 var 2007/2008 års säsong av A-League som bestod av 8 lag. Detta var den tredje säsongen med A-League som den gemensamma proffsligan i fotboll för Australien och Nya Zeeland.
Inför säsongen drog sig New Zealand Knights ur och lades ner. De ersattes av den nybildade nyzeeländska klubben Wellington Phoenix.

## Lag, städer och arenor
| Lag                    | Delstat           | Ort        | Arena                    | Kapacitet |
| ---------------------- | ----------------- | ---------- | ------------------------ | --------- |
| Adelaide United        | South Australia   | Adelaide   | Hindmarsh Stadium        | 17 000    |
| Central Coast Mariners | New South Wales   | Gosford    | Bluetongue Stadium       | 20 119    |
| Melbourne Victory      | Victoria          | Melbourne  | Telstra Dome             | 56 347    |
| Newcastle United Jets  | New South Wales   | Newcastle  | Energy Australia Stadium | 26 164    |
| Perth Glory            | Western Australia | Perth      | Members Equity Stadium   | 18 156    |
| Queensland Roar        | Queensland        | Brisbane   | Suncorp Stadium          | 52 500    |
| Sydney                 | New South Wales   | Sydney     | Aussie Stadium           | 42 500    |
| Wellington Phoenix     | i.u.              | Wellington | Westpac Stadium          | 34 500    |

## Försäsongscupen
Under juli och augusti 2007 arrangerades en försäsongscup. Cupen vanns av Adelaide United.

### Gruppspel
Grupp A
| Nr | Lag                   | S | V | O | F | GM | IM | MS | P |
| -- | --------------------- | - | - | - | - | -- | -- | -- | - |
| 1  | Adelaide United       | 3 | 1 | 2 | 0 | 6  | 3  | +3 | 8 |
| 2  | Perth Glory           | 3 | 2 | 1 | 0 | 4  | 2  | +2 | 8 |
| 3  | Newcastle United Jets | 3 | 1 | 0 | 2 | 2  | 5  | −3 | 3 |
| 4  | Melbourne Victory     | 3 | 0 | 1 | 2 | 2  | 4  | −2 | 1 |

| Hemma \ Borta         | ADE | MVC | NEW | PER |
| Adelaide United       | —   | —   | 4–1 | 1–1 |
| Melbourne Victory     | 1–1 | —   | 0–1 | —   |
| Newcastle United Jets | —   | —   | —   | 0–1 |
| Perth Glory           | —   | 2–1 | —   | —   |

Grupp B
| Nr | Lag                    | S | V | O | F | GM | IM | MS | P  |
| -- | ---------------------- | - | - | - | - | -- | -- | -- | -- |
| 1  | Central Coast Mariners | 3 | 2 | 1 | 0 | 6  | 1  | +5 | 10 |
| 2  | Queensland Roar        | 3 | 1 | 2 | 0 | 3  | 2  | +1 | 6  |
| 3  | Wellington Phoenix     | 3 | 1 | 0 | 2 | 4  | 4  | 0  | 5  |
| 4  | Sydney                 | 3 | 0 | 1 | 2 | 0  | 6  | −6 | 1  |

| Hemma \ Borta          | CCM | QUE | SYD | WEL |
| Central Coast Mariners | —   | 1–1 | —   | 2–0 |
| Queensland Roar        | —   | —   | 0–0 | —   |
| Sydney                 | 0–3 | —   | —   | —   |
| Wellington Phoenix     | —   | 1–2 | 3–0 | —   |

### Slutspel
|  | Semifinaler            | Semifinaler |   |                        | Grand Final          | Grand Final |  |
|  |                        |             |   |                        |                      |             |  |
|  |                        |             |   |                        |                      |             |  |
|  | Adelaide United        | 3           |   |                        |                      |             |  |
|  | Queensland Roar        | 2           |   |                        |                      |             |  |
|  |                        |             |   |                        |                      |             |  |
|  |                        |             |   |                        |                      |             |  |
|  |                        |             |   |                        | Adelaide United      | 2           |  |
|  |                        | Perth Glory | 1 |                        |                      |             |  |
|  |                        |             |   |                        |                      |             |  |
|  |                        |             |   |                        |                      |             |  |
|  |                        |             |   |                        | Match om tredjeplats |             |  |
|  |                        |             |   |                        |                      |             |  |
|  | Central Coast Mariners | 2           |   | Central Coast Mariners | 1                    |             |  |
|  | Perth Glory            | 3           |   |                        | Queensland Roar      | 2           |  |

|  | Semifinaler           | Semifinaler                  |       |                   | Match om femteplats  | Match om femteplats |  |
|  |                       |                              |       |                   |                      |                     |  |
|  |                       |                              |       |                   |                      |                     |  |
|  | Wellington Phoenix    | 2                            |       |                   |                      |                     |  |
|  | Melbourne Victory     | 1                            |       |                   |                      |                     |  |
|  |                       |                              |       |                   |                      |                     |  |
|  |                       |                              |       |                   |                      |                     |  |
|  |                       |                              |       |                   | Wellington Phoenix   | 0 (2)               |  |
|  |                       | Newcastle United Jets (str.) | 0 (4) |                   |                      |                     |  |
|  |                       |                              |       |                   |                      |                     |  |
|  |                       |                              |       |                   |                      |                     |  |
|  |                       |                              |       |                   | Match om sjundeplats |                     |  |
|  |                       |                              |       |                   |                      |                     |  |
|  | Newcastle United Jets | 3                            |       | Melbourne Victory | 0                    |                     |  |
|  | Sydney                | 2                            |       |                   | Sydney               | 1                   |  |

## Grundserien

### Poängtabell
| Nr | Lag                     | S  | V  | O | F  | GM | IM | MS  | P  |
| -- | ----------------------- | -- | -- | - | -- | -- | -- | --- | -- |
| 1  | Central Coast Mariners  | 21 | 10 | 4 | 7  | 30 | 25 | +5  | 34 |
| 2  | Newcastle United Jets   | 21 | 9  | 7 | 5  | 25 | 21 | +4  | 34 |
| 3  | Sydney                  | 21 | 8  | 8 | 5  | 28 | 24 | +4  | 32 |
| 4  | Queensland Roar         | 21 | 8  | 7 | 6  | 25 | 21 | +4  | 31 |
| 5  | Melbourne Victory (RM)  | 21 | 6  | 9 | 6  | 29 | 29 | 0   | 27 |
| 6  | Adelaide United         | 21 | 6  | 8 | 7  | 31 | 29 | +2  | 26 |
| 7  | Perth Glory             | 21 | 4  | 8 | 9  | 27 | 34 | −7  | 20 |
| 8  | Wellington Phoenix (NY) | 21 | 5  | 5 | 11 | 25 | 37 | −12 | 20 |

### Resultattabell
| Hemma \ Borta          | ADE | CCM | MVC | NEW | PER | QUE | SYD | WEL | ADE | CCM | MVC | NEW | PER | QUE | SYD | WEL |
| ---------------------- | --- | --- | --- | --- | --- | --- | --- | --- | --- | --- | --- | --- | --- | --- | --- | --- |
| Adelaide United        |     | 2–1 | 1–1 | 1–1 | 1–1 | 0–1 | 1–3 | 4–1 |     | 1–2 | 4–1 |     |     | 2–0 |     |     |
| Central Coast Mariners | 2–0 |     | 2–1 | 1–1 | 1–0 | 0–1 | 4–5 | 3–0 |     |     | 2–5 |     |     |     |     | 2–0 |
| Melbourne Victory      | 2–2 | 0–0 |     | 0–2 | 0–0 | 2–0 | 0–0 | 1–1 |     |     |     | 1–3 |     | 2–1 |     | 3–0 |
| Newcastle United Jets  | 1–0 | 0–0 | 2–2 |     | 1–4 | 1–1 | 0–1 | 2–1 | 2–1 |     |     |     | 2–1 | 1–1 |     | 2–3 |
| Perth Glory            | 0–0 | 0–1 | 3–1 | 0–0 |     | 1–2 | 0–0 | 0–1 | 3–2 | 1–1 |     |     |     | 1–4 |     | 3–3 |
| Queensland Roar        | 2–2 | 0–1 | 1–0 | 0–1 | 3–3 |     | 0–1 | 2–1 |     | 2–1 | 1–2 |     |     |     | 0–0 |     |
| Sydney                 | 2–2 | 0–1 | 0–1 | 1–0 | 2–4 | 0–0 |     | 1–2 | 0–1 | 3–2 | 2–2 | 1–0 |     |     |     |     |
| Wellington Phoenix     | 2–2 | 1–2 | 2–2 | 0–1 | 4–1 | 1–1 | 1–1 |     | 1–2 |     |     |     | 3–0 | 1–1 | 0–2 |     |

## Slutspel

### Slutspelsträd
|  | Semifinaler | Semifinaler              | Semifinaler             | Semifinaler             |  |   | Inledande final              | Inledande final | Inledande final |   |                       | Final | Final                  | Final |
|  |             |                          | L1                      | L2                      |  |   |                              |                 |                 |   |                       |       |                        |       |
|  |             | 27 januari & 10 februari |                         |                         |  |   |                              |                 |                 |   |                       |       |                        |       |
|  | 1           | Central Coast Mariners   | 0                       | 3                       |  |   |                              |                 |                 |   |                       |       | 24 februari            |       |
|  | 2           | Newcastle United Jets    | 2                       | 0                       |  |   |                              | 17 februari     |                 |   |                       | 1     | Central Coast Mariners | 0     |
|  |             |                          |                         |                         |  | 2 | Newcastle United Jets (e.f.) | 3               |                 | 2 | Newcastle United Jets | 1     |                        |       |
|  |             | 25 januari & 8 februari  | 25 januari & 8 februari | 25 januari & 8 februari |  | 4 | Queensland Roar              | 2               |                 |   |                       |       |                        |       |
|  | 3           | Sydney                   | 0                       | 0                       |  |   |                              |                 |                 |   |                       |       |                        |       |
|  | 4           | Queensland Roar          | 0                       | 2                       |  |   |                              |                 |                 |   |                       |       |                        |       |

### Semifinaler
Major
|              | 27 januari 2008 | Newcastle United Jets                        | 2 – 0           | Central Coast Mariners | EnergyAustralia Stadium                                          |                                                                  |
| 18:00 UTC+11 | 18:00 UTC+11    | Adam Griffiths 22′ Joel Griffiths 85′ (str.) | (1 – 0) Rapport |                        | Newcastle, New South Wales Publik: 22 960 Domare: Matthew Breeze | Newcastle, New South Wales Publik: 22 960 Domare: Matthew Breeze |
| 18:00 UTC+11 | 18:00 UTC+11    |                                              |                 |                        | Newcastle, New South Wales Publik: 22 960 Domare: Matthew Breeze | Newcastle, New South Wales Publik: 22 960 Domare: Matthew Breeze |
| 18:00 UTC+11 | 18:00 UTC+11    |                                              |                 |                        | Newcastle, New South Wales Publik: 22 960 Domare: Matthew Breeze | Newcastle, New South Wales Publik: 22 960 Domare: Matthew Breeze |

|              | 10 februari 2008 | Central Coast Mariners                    | 0000 3 – 0 (e.fl.) | Newcastle United Jets | Central Coast Stadium                                        |                                                              |
| 18:00 UTC+11 | 18:00 UTC+11     | Adam Kwasnik 37′ Sasho Petrovski 74′, 95′ | (1 – 0) Rapport    |                       | Gosford, New South Wales Publik: 19 112 Domare: Ben Williams | Gosford, New South Wales Publik: 19 112 Domare: Ben Williams |
| 18:00 UTC+11 | 18:00 UTC+11     |                                           |                    |                       | Gosford, New South Wales Publik: 19 112 Domare: Ben Williams | Gosford, New South Wales Publik: 19 112 Domare: Ben Williams |
| 18:00 UTC+11 | 18:00 UTC+11     |                                           |                    |                       | Gosford, New South Wales Publik: 19 112 Domare: Ben Williams | Gosford, New South Wales Publik: 19 112 Domare: Ben Williams |

Central Coast Mariners avancerade till final, Newcastle United Jets gick till den inledande  finalen.
Minor
|              | 25 januari 2008 | Sydney | 0 – 0           | Queensland Roar | Sydney Football Stadium                                    |                                                            |
| 20:00 UTC+11 | 20:00 UTC+11    |        | (0 – 0) Rapport |                 | Sydney, New South Wales Publik: 23 450 Domare: Mark Shield | Sydney, New South Wales Publik: 23 450 Domare: Mark Shield |
| 20:00 UTC+11 | 20:00 UTC+11    |        |                 |                 | Sydney, New South Wales Publik: 23 450 Domare: Mark Shield | Sydney, New South Wales Publik: 23 450 Domare: Mark Shield |
| 20:00 UTC+11 | 20:00 UTC+11    |        |                 |                 | Sydney, New South Wales Publik: 23 450 Domare: Mark Shield | Sydney, New South Wales Publik: 23 450 Domare: Mark Shield |

|              | 8 februari 2008 | Queensland Roar                                        | 2 – 0           | Sydney | Suncorp Stadium                                         |                                                         |
| 20:07 UTC+10 | 20:07 UTC+10    | Reinaldo Elias da Costa 13′ Sasa Ognenovski 84′ (str.) | (1 – 0) Rapport |        | Brisbane, Queensland Publik: 36 221 Domare: Mark Shield | Brisbane, Queensland Publik: 36 221 Domare: Mark Shield |
| 20:07 UTC+10 | 20:07 UTC+10    |                                                        |                 |        | Brisbane, Queensland Publik: 36 221 Domare: Mark Shield | Brisbane, Queensland Publik: 36 221 Domare: Mark Shield |
| 20:07 UTC+10 | 20:07 UTC+10    |                                                        |                 |        | Brisbane, Queensland Publik: 36 221 Domare: Mark Shield | Brisbane, Queensland Publik: 36 221 Domare: Mark Shield |

Queensland Roar avancerade till den inledande finalen.

### Inledande final
|              | 17 februari 2008 | Newcastle United Jets                                          | 0000 3 – 2 (e.fl.) | Queensland Roar                                   | EnergyAustralia Stadium                                       |                                                               |
| 18:00 UTC+11 | 18:00 UTC+11     | Matt Thompson 40′ Joel Griffiths 104′ (str.) Tarek Elrich 111′ | (1 – 0) Rapport    | 90+2′ (str.), 118′ (str.) Reinaldo Elias da Costa | Newcastle, New South Wales Publik: 16 021 Domare: Peter Green | Newcastle, New South Wales Publik: 16 021 Domare: Peter Green |
| 18:00 UTC+11 | 18:00 UTC+11     |                                                                |                    |                                                   | Newcastle, New South Wales Publik: 16 021 Domare: Peter Green | Newcastle, New South Wales Publik: 16 021 Domare: Peter Green |
| 18:00 UTC+11 | 18:00 UTC+11     |                                                                |                    |                                                   | Newcastle, New South Wales Publik: 16 021 Domare: Peter Green | Newcastle, New South Wales Publik: 16 021 Domare: Peter Green |

Newcastle United Jets avancerade till final.

### Grand Final
|              | 24 februari 2008 | Central Coast Mariners | 0 – 1           | Newcastle United Jets | Sydney Football Stadium                                    |                                                            |
| 17:00 UTC+11 | 17:00 UTC+11     |                        | (0 – 0) Rapport | 64′ Mark Bridge       | Sydney, New South Wales Publik: 36 354 Domare: Mark Shield | Sydney, New South Wales Publik: 36 354 Domare: Mark Shield |
| 17:00 UTC+11 | 17:00 UTC+11     |                        |                 |                       | Sydney, New South Wales Publik: 36 354 Domare: Mark Shield | Sydney, New South Wales Publik: 36 354 Domare: Mark Shield |
| 17:00 UTC+11 | 17:00 UTC+11     |                        |                 |                       | Sydney, New South Wales Publik: 36 354 Domare: Mark Shield | Sydney, New South Wales Publik: 36 354 Domare: Mark Shield |

## Statistik

### Skytteligan
| Rank | Spelare                 | Lag                    | Mål |
| ---- | ----------------------- | ---------------------- | --- |
| 1    | Joel Griffiths          | Newcastle United Jets  | 14  |
| 2    | Reinaldo Elias da Costa | Queensland Roar        | 9   |
| 2    | Shane Smeltz            | Wellington Phoenix     | 9   |
| 4    | Alex Brosque            | Sydney                 | 8   |
| 4    | Jamie Harnwell          | Perth Glory            | 8   |
| 4    | Sasho Petrovski         | Central Coast Mariners | 8   |
| 7    | Daniel Allsopp          | Melbourne Victory      | 7   |
| 7    | John Aloisi             | Central Coast Mariners | 7   |
| 9    | Bruce Djite             | Adelaide United        | 6   |
| 9    | Adam Kwasnik            | Central Coast Mariners | 6   |
| 9    | Lucas Pantelis          | Adelaide United        | 6   |
| 9    | Nikita Rukavytsya       | Perth Glory            | 6   |
| 9    | Archie Thompson         | Melbourne Victory      | 6   |

### Publiksiffror
Tabellen nedan listar de 5 högsta publiksiffrorna under säsongen.
| Publiksiffra | Omgång      | Datum            | Hemmalag               | Resultat | Bortalag              |
| ------------ | ----------- | ---------------- | ---------------------- | -------- | --------------------- |
| 36 354       | Grand Final | 24 februari 2008 | Central Coast Mariners | 0–1      | Newcastle United Jets |
| 36 221       | MISF, M2    | 8 februari 2008  | Queensland Roar        | 2–0      | Sydney                |
| 33 458       | 21          | 20 januari 2008  | Sydney                 | 2–2      | Melbourne Victory     |
| 31 933       | 20          | 13 januari 2008  | Queensland Roar        | 0–0      | Sydney                |
| 31 884       | 12          | 10 november 2007 | Melbourne Victory      | 0–0      | Sydney                |